# Le New York
Le New York er det fjortende studiealbum fra den danske rockmusiker Johnny Madsen, udgivet i 2011.

## Numre
1. "Ækvator" – 3:40
2. "Vi gi'r vi ta'r" – 3:37
3. "Midnats nat" – 3:15
4. "Under samme måne" – 3:35
5. "Udenfor Queens" – 3:00
6. "Vælter forlæns" – 3:34
7. "Le New York" – 5:11
8. "Langt til Europa" – 4:32
9. "Chicago City" – 3:13
10. "Super Bowl i Cleveland" – 3:59